# Edi Hubschmid
Edi Hubschmid (* 1947 in Zürich) ist ein schweizerischer Filmproduzent und Drehbuchautor.

## Leben
Edi Hubschmid ist das zweite von zwei Kindern. Sein Vater Edwin Hubschmid (1907–1993), Schweizer und Beamter bei der Fremdenpolizei, heiratete 1943 die Italienerin Flora Mascadri (1917–2010). Sein Bruder Bruno Hubschmid (1945–2013) war Fotograf.
Nach diversen Tätigkeiten (Versicherungs- und Hotelbranche) und je einem einjährigen Aufenthalt in Frankreich und den USA kam er über seinen Bruder Bruno 1973 in die Filmbranche. Er begann als Regieassistent, Aufnahme- und Produktionsleiter in verschiedenen nationalen und internationalen Filmen zu arbeiten, bis er als Mitbegründer der Cactus Films AG 1979 als Produzent tätig wurde. 1982 gewann er als Produzent des türkischen Filmdramas Yol von Yılmaz Güney in Cannes die Goldene Palme.
1999 gründete er zusammen mit PC Fueter und Peter Reichenbach die C-Films AG. 2005 verkaufte er seine Aktienanteile und ging aus gesundheitlichen Gründen in Frühpension. 2020 gründete er die Umut Editions GmbH und 2024 mit Cihan Inan die Umut Pictures GmbH.
Hubschmid war Vorstandsmitglied der Suissimage, von Zürich für den Film und des Produzentenverbandes. Er war Jurymitglied des Zürcher Filmpreises und des Kulturfonds der Suissimage.
Edi Hubschmid lebt in Zürich.

## Film
Als freischaffender Aufnahme-, Produktionsleiter und Regie-Assistent arbeitete er auf folgenden Filmen.

### Aufnahmeleitung
- 1974: Mulungu von Beat Kuert
- 1974: Konfrontation von Rolf Lyssy
- 1976: Riedland von Wilfried Bolliger
- 1977: San Gottardo von Villi Hermann
- 1977: Tauwetter von Markus Imhoof
- 1978: Alzire oder der neue Kontinent von Thomas Koerfer
- 1978: Ursula von Egon Günther
- 1979: Kneuss von Gaudenz Meili
- 1979: Kleine Fluchten von Yves Yersin
- 1979: Messidor von Alain Tanner
- 1980: Der Handkuss von Alexander J. Seiler
- 1993: Der grüne Heinrich von Thomas Koerfer

### Produktionsleitung
- 1979: Der erste Schnee von Walter Weber
- 1980: Le chemin perdu von Patricia Moraz
- 1981: Seuls von Francis Reusser
- 1988: Liebeserklärung von Georg Janett, Ursula Bischof, Edi Hubschmid
- 1989: Leo Sonnyboy von Rolf Lyssy
- 1992: Indochine von Régis Wargnier

### Mitbegründer der Cactus-Film AG 1979–1984, Produzent
- 1980: Le chemin perdu von Patricia Moraz
- 1980: Soweit das Auge reicht von Erwin Keusch
- 1981: Zärtlichkeit und Zorn von Johannes Flütsch
- 1981: Seuls von Francis Reusser
- 1981: Der Hunger, der Koch und das Paradies von Erwin Keusch
- 1982: Yol – Der Weg von Yılmaz Güney, Goldene Palme am Cannes Festival
- 1983: Glut von Thomas Koerfer
- 1984: Der Gemeindepräsident von Bernhard Giger
- 1984: Chapitteau von Johannes Flütsch

### Für Condor Films
- 1985: Konzert für Alice von Thomas Koerfer
- 1996: Ein schlechter Trip von Michael Steiner
- 1997: The lost Daughter von Roger Cardinal
- 1997: The Dybbuk of the holy Field von Yossi Somer

### Initiant und Mitbegründer der C-Films AG 1999–2005
- 2000: Spuren im Eis von Walter Weber
- 2000: Azzurro von Denis Rabaglia, Schweizer Filmpreis
- 2000: Das Mädchen aus der Fremde von Peter Reichenbach

### Dokumentarfilme, Videos
- 2002: A Place of Refugee for Children in London, Dokumentarfilm
- 2003: Radio Programs for Children’s Education in Peru, Video, 7 Minuten
- 2003: Searching for a vaccine: Malaria Research in Tanzania, Video, 7 Minuten

## Publikationen
- YOL – Der Weg ins Exil. Das Buch. Umut Editions, ISBN 978-3-907317-00-6